# カール・バーガー
カール・バーガー（Carl F. Barger , 1930年8月18日 - 1992年12月9日）は、アメリカ・ペンシルベニア州出身の弁護士。メジャーリーグの球団社長。

## 経歴
1987年から1991年初めまでピッツバーグ・パイレーツの社長を務め、その後1991年7月8日に新球団フロリダ・マーリンズの初代社長に就任した。
1992年6月のドラフトでは地元マイアミ大学の捕手チャールズ・ジョンソンを1巡目で指名。また、サンディエゴ・パドレスのベニート・サンティアゴ（のちにマーリンズのチーム第1号本塁打を打つ選手）の移籍交渉を行うなど球団設立に向け奔走した。
しかし、シーズン開幕を4ヶ月後に控えた1992年12月9日、ケンタッキー州ルイビルで開催されたウィンター・ミーティングのオーナー会議中に倒れ、数時間後に大動脈瘤破裂のためフマナ大学病院で急死した。62歳だった。
彼が生前好きだった選手ジョー・ディマジオの背番号5にちなんで、マーリンズの背番号5が永久欠番となっていた（2012年、ローガン・モリソンに与えられ失効）。